# La Plata
La Plata (česky: stříbro) je hlavní město provincie Buenos Aires a okresu (partido) La Plata v Argentině. O jeho povýšení na hlavní město provincie bylo rozhodnuto poté, co bylo Buenos Aires roku 1880 vyhlášeno federálním distriktem. Podle sčítání lidu z roku 2001 žilo v La Platě 574 369 obyvatel, zatímco v její metropolitní oblasti 694 253 obyvatel.
Město bylo oficiálně založeno 19. listopadu 1882 guvernérem Dardo Rochou a jeho výstavba byla celá zachycena na fotografiích Tomáse Bradleyho Suttona. V letech 1952 až 1955 bylo město La Plata přejmenováno na město Evy Perónové (španělsky: Ciudad Eva Perón).

## Dějiny a popis

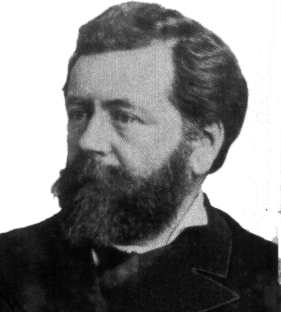
Guvernér Dardo Rocha (1838-1921), zakladatel města.

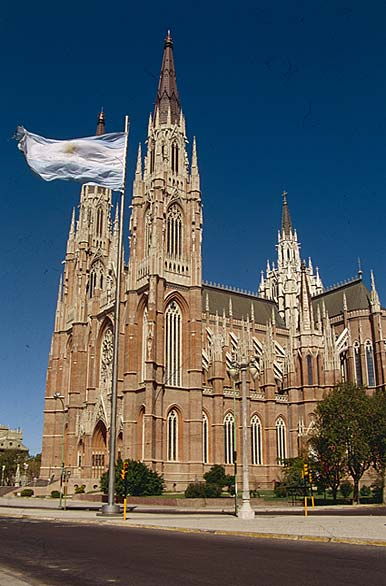
Katedrála La Plata

Guvernér Rocha se rozhodl založit nové město, které mělo pojmout instituce provinční vlády a zamýšlené univerzity. Plán města navrhl městský architekt Pedro Benoit na základě racionalistické koncepce městských center. La Plata má tvar čtverce s centrálním parkem a dvěma hlavními diagonálními ulicemi, a to severojižní a východozápadní (mimo to se ve městě nachází řada menších diagonál). Tento koncept je použit podobným způsobem v dílčích částech města vždy šest bloků na délku a šest bloků na šířku. Každých šest bloků se nachází malý park či náměstí. Mimo diagonální ulice jsou všechny ulice obdélníkovými sítěmi a jsou číslovány postupně. Proto je La Plata někdy označována jako „město úhlopříček (diagonál)“ (v originále la ciudad de las diagonales). Jinou přezdívkou je „město tilií (lip)“ (v originále la ciudad de los tilos), a to kvůli velkému počtu lip vysázených podél ulic a náměstí.
O městu samotném a jeho budovách se říká, že mají silnou zednářskou symboliku. Mělo by tomu být proto, že jak Rocha, tak Benoit byli oba svobodní zednáři.
Návrh na vzhled vládních budov byl vybrán v mezinárodní architektonické soutěži. Guvernérský palác tak navrhli Italové, radnici Němci atp. Elektrické osvětlení ulic bylo instalováno v roce 1884 a bylo první svého druhu v Latinské Americe.
Katedrála La Plata vybudovaná v neogotickém stylu je největším kostelem v Argentině.
Curutchetův dům je jednou ze dvou budov navržených Le Corbusierem na americkém kontinentu. Ve městě se rovněž nachází Teatro Argentino de La Plata, které je druhou nejvýznamnější argentinskou operní scénou po Teatro Colón v Buenos Aires.
Ve městě sídlí Národní univerzita La Plata, postavená v roce 1897 a znárodněná o osm let později. Je známá pro svou observatoř a muzeum přírodní historie. Na zdejší univerzitě vystudoval fyziku například Ernesto Sábato, který přednášel na Sorbonně a MIT a posléze se stal známým argentinským spisovatelem. Mezi další významné absolventy patří například kardiochirurg René Favaloro. V době krátce po svém založení univerzita přitahovala intelektuály ze španělsky mluvících zemí, jako je třeba dominikánský literát Pedro Henríquez Ureña.
Za vlády prezidenta Alveara (1922–1928) založil prezident státní ropné společnosti Yacimientos Petrolíferos Fiscales Enrique Mosconi v La Platě lihovar, který byl v té době desátým největším na světě. V roce 1952 bylo město přejmenováno na počest argentinské první dámy Evy Perónové, ale o tři roky později byl název změněn na původní.
Ve městě sídlí dva fotbalové týmy hrající v první divizi, a to Estudiantes de La Plata a Club de Gimnasia y Esgrima La Plata.

## Slavní rodáci
- Francisco Varallo (1910–2010), argentinský fotbalista, medailista z historicky prvního mistrovství světa ve fotbale[3]
- René Favaloro (1923–2000), argentinský kardiochirurg, který provedl první úspěšný aortokoronární bypass[4]
- Facundo Cabral (1937–2011), argentinský folkový zpěvák a politický aktivista[5]
- Osvaldo Golijov (* 1960), argentinsko-izraelský hudební skladatel[6]
- Martín Palermo (* 1973), bývalý profesionální argentinský fotbalový útočník[7]
- Juan Sebastián Verón (* 1975), bývalý profesionální argentinský fotbalový záložník[8]
- Nicolás Isasi (* 1987), argentinský filmový režisér, kritik, scenárista[9]
- Mercedes Lambre (* 1992), argentinská herečka, zpěvačka a tanečnice[10]

## Partnerská města
- Kamëz, Albánie
- Porto Alegre, Brazílie
- Beerševa, Izrael
- Anghiari, Itálie
- Liverpool, Spojené království
- Louisville, Spojené státy americké
- Montevideo, Uruguay